# Luvijski jezik
Luvijski jezik izumrli je jezik koji pripada anatolijske skupine indoeuropske jezične porodice. Luvijski jezik zabilježen je u dva oblika ili prema nekim shvaćanjima radi se o dva bliskosrodna jezika: klinopisni luvijski, koji se upotrebljavao u 2. tisućljeću pr. Kr. u jugoistočnom dijelu Male Azije, te hijeroglifski luvijski, koji je većinom zabilježen u 1. tisućljeću pr. Kr. u jugoistočnoj Maloj Aziji i na susjednim područjima Bliskoga Istoka (osobito u Siriji). Klinopisni su luvijski tekstovi većinom vjerske naravi, a zabilježeni su kao citati u tekstovima na hetitskom jeziku. Ti su tekstovi pisani akadskim klinopisom i pohranjeni u hetitskoj prijestolnici Hatuši na čijem se mjestu danas nalazi Boğazkale. Hijeroglifski luvijski natpisi nisu još do kraja razumljivi, među ostalim i zbog naravi hijeroglifskoga luvijskog pisma, u kojem je prisutno mnogo ideografskih znakova. To su uglavnom natpisi na spomenicima luvijsko-hetitskih vladara iz razdoblja 11. do 8. stoljeća pr. Kr., a među njima se ističe hetitsko-fenički dvojezični natpis kralja Azatiwadae iz Karatepea u južnoj Turskoj koji je nastao oko 730. pr. Kr. Luvijskomu jeziku bliski su novoanatolijski licijski jezici, koji su se vjerojatno razvili iz nekoga luvijskog dijalekta.

## Vanjske poveznice
- Digital etymological-philological Dictionary of the Ancient Anatolian Corpus Languages (eDiAna). Ludwig-Maximilians-Universität München. Inačica izvorne stranice arhivirana 25. veljače 2017. Pristupljeno 14. ožujka 2017.
- Luwian Swadesh list of basic vocabulary words (from Wiktionary's Swadesh list appendix)
- Arzawa, to the west, throws light on Hittites
- Alekseev Manuscript
- Hieroglyphic Luwian Phonetic Signs
- Catalog of Hittite Texts: texts in other languages
- Genitive Case and Possessive Adjective in Anatolian
- Melchert's homepage on the UCLA website  Arhivirana inačica izvorne stranice od 5. rujna 2019. (Wayback Machine)